# Der Schatz des Abdar Rahmann
Der Schatz des Abdar Rahmann è un film muto del 1914 diretto da Max Obal.

## Produzione
Il film fu prodotto dalla Deutsche Bioscop GmbH.

## Distribuzione
Importato dalla Pathé Frères, fu distribuito negli Stati Uniti dalla General Film Company: ribattezzato con il titolo inglese di The Treasure of Abdar Rahman, uscì nelle sale nell'aprile 1914.